# Sulfato de berilio
El sulfato de berilio, que normalmente se encuentra en forma de tetrahidrato, [Be(H2O4]SO4 y es un sólido cristalino de color blanco. Fue aislado por primera vez en 1815 por Jöns Jakob Berzelius. El sulfato de berilio se puede preparar tratando una solución acuosa de muchas sales de berilio con ácido sulfúrico, seguido de evaporación de la solución y cristalización. El producto hidratado puede convertirse en sal anhidra calentándolo a 400 °C.

## Estructura
Según la cristalografía de rayos X, el tetrahidrato contiene una unidad tetraédrica Be(OH2)42+ y aniones sulfato. El pequeño tamaño del catión Be2+ determina el número de moléculas de agua que pueden coordinarse. En contraste, la sal de magnesio análoga MgSO4·6H2O contiene una unidad octaédrica  Mg(OH2)62+. La existencia del ion tetraédrico [Be(OH2)4]2+ en soluciones acuosas de nitrato de berilio y cloruro de berilio ha sido confirmada mediante espectroscopia vibracional. 
El compuesto anhidro tiene una estructura similar a la del fosfato de boro. Contiene alternancia de berilio y azufre coordinados tetraédricamente, y cada oxígeno tiene dos coordenadas (Be-O-S). La distancia entre el Be y el O es de 156 pm, y la distancia entre el S y el O es de 150 pm. 
Una mezcla de berilio y sulfato de radio se utilizó como fuente de neutrones en el descubrimiento de la fisión nuclear.